# 1967 في سويسرا
فيما يلي قوائم الأحداث التي وقعت خلال عام 1967 في سويسرا.

## سياسة

### تعيين في المنصب
- 4 ديسمبر – ماكس بيل عضو المجلس الوطني السويسري.

## مواليد

### مارس
- 4 مارس – كوبيلاي توركيلماز لاعب كرة قدم.

### يونيو
- 29 يونيو – إسكيل سوتر متسابق دراجات نارية سويسري.

### أغسطس
- 2 أغسطس – ماركو جيامباولو

### نوفمبر
- 7 نوفمبر – مارك هوتيجر لاعب كرة قدم سويسري.
- 22 نوفمبر – رولاند ماير دراج سويسري.

## وفيات

### ديسمبر
- 4 ديسمبر – بيير جانيريه (مواليد 1896) مهندس معماري سويسري.